# Peaches Geldof
Peaches Honeyblossom Geldof (Londen, 13 maart 1989 – Wrotham, 7 april 2014) was een Engels journaliste, televisiepresentatrice en model.

## Biografie
Geldof werd geboren als kind van zanger Bob Geldof en presentatrice Paula Yates. Ze had twee zussen en een halfzus. Ze groeide op in Chelsea te Londen en in Faversham te Kent en werd onderwezen aan het Queen's College in Londen. Haar moeder overleed in 2000 na een overdosis heroïne. Op 18-jarige leeftijd verliet ze het huis van haar vader en huurde een huis in het noordelijke deel van Londen. Daarna verhuisde ze naar Islington met haar toenmalige echtgenoot Maxwell (Max) Drummey, een songwriter.
Ze schreef een column in het modetijdschrift Elle Girl van april 2004 tot oktober 2005, toen het tijdschrift ophield met bestaan. Van 14- tot 17-jarige leeftijd schreef ze wekelijks een politiek sociologische column voor The Daily Telegraph en vele artikelen voor The Guardian. Ook was ze columniste voor ES Magazine en schreef ze maandelijks een artikel voor Nylon en de Cleo Australia.
Naast het schrijven voor tijdschriften schreef en presenteerde Peaches Geldof ook haar eigen documentaireprogramma, Peaches Geldof: Teenage Mind (2005), dat werd opgevolgd door Peaches Geldof: Teen America, dat werd uitgezonden door Sky1 in het Verenigd Koninkrijk op 1 maart 2006.
In september 2007 maakte Geldof haar debuut op de catwalk voor PPQ bij de London Fashion Week. In deze periode was ze ook het gezicht van het Australische vrouwenmodebedrijf Dotti. In oktober 2008 verscheen op MTV het realityprogramma Peaches: Disappear Here. In 2009 werd Geldof het gezicht van de Miss Ultimo-collectie. Echter, in eind 2010 werd het contract verbroken na het plaatsen van naaktfoto's en beschuldigingen van drugsgebruik op het internet. Geldof ontkende. In 2011 presenteerde Geldof een serie bestaande uit zes afleveringen genaamd "OMG with Peaches Geldof", dat werd uitgezonden door ITV2. Dit was een show waarin problemen werden opgelost en met gasten werd gesproken, en waarin het publiek deelnam aan de show.
Eind 2011 maakte Geldof haar verloving met de musicus Thomas Cohen (zanger van de band S.C.U.M.) bekend. Ze maakte op 5 januari 2012 bekend dat ze in verwachting was en beviel op 21 april 2012 van een zoon. Het stel trouwde op 8 september 2012. Op 24 april 2013 werd hun tweede zoon geboren. Het jaar daarop, in april 2014, overleed Peaches Geldof op 25-jarige leeftijd, vermoedelijk aan een overdosis heroïne. De as van Peaches Geldof werd uitgestrooid in de tuin van haar vader.